# أرت بيم
أرت بيم هو سياسي أمريكي، ولد في 25 مارس 1932 في نياغارا في الولايات المتحدة. نشط حزبياً في الرابطة الديمقراطية غير الحزبية في داكوتا الشمالية ‏. وقد انتخب عضو مجلس ولاية داكوتا الشمالية ‏.